# Bezirk Parenzo
Der Bezirk Parenzo (italienisch: capitanato distrettuale Parenzo; slowenisch: okrajni glavarstvo Poreč; kroatisch: kotarsko satničtvo Poreč) war ein von der Habsburgermonarchie im Westen Istriens geschaffener Politischer Bezirk. Bezirkshauptort war die Gemeinde Parenzo (Poreč).
Das Gebiet wurde nach dem Ersten Weltkrieg dem Königreich Italien zugeschlagen, nach 1947 wurde es von Jugoslawien annektiert und ist seit 1991 Teil Kroatiens.

## Geschichte
Die modernen, politischen Bezirke der Habsburgermonarchie wurden um das Jahr 1868 im Zuge der Trennung der politischen von der judikativen Verwaltung geschaffen. Der Bezirk Parenzo wurde dabei 1868 aus den drei Gerichtsbezirken Parenzo (Poreč), Montona (Motovun) und Buje geschaffen.
Im Bezirk Parenzo lebten 1869 39.460 Personen, bis 1910 stieg die Einwohnerzahl auf 61.358 Menschen an. Von der Bevölkerung hatten 1910 41.276 Italienisch (67,3 %) als Umgangssprache angegeben, 17.034 Personen sprachen Kroatisch (27,8 %), 1.962 Slowenisch (4,8 %) und 75 Deutsch (0,1 %). Der Bezirk umfasste zuletzt eine Fläche von 792,97 km² sowie drei Gerichtsbezirke mit insgesamt elf Gemeinden.
| Jahr | Ein- wohner | Deutsch- sprachige | Italienisch- sprachige | Slowenisch- sprachige | Kroatisch- sprachige |
| ---- | ----------- | ------------------ | ---------------------- | --------------------- | -------------------- |
| 1869 | 39.460      |                    |                        |                       |                      |
| 1880 | 44.193      | 39                 | 34.330                 | 2.756                 | 6.574                |
| 1890 | 49.087      | 40                 | 35.620                 | 1.427                 | 11.301               |
| 1910 | 61.358      | 75                 | 41.276                 | 1.962                 | 17.034               |